# UEFA Women's Champions League 2023-2024 - Fase a eliminazione diretta
Questa voce raccoglie un approfondimento sulle gare della fase a eliminazione diretta dell'edizione 2023-2024 dell'UEFA Women's Champions League.

## Formato
Partecipano alla fase a eliminazione diretta le 8 squadre che si sono classificate al primo e al secondo posto nei rispettivi gruppi della fase a gironi della UEFA Women's Champions League.
Ogni turno della fase a eliminazione diretta, eccetto la finale, viene disputato in gara doppia (andata e ritorno), in modo che ogni squadra possa giocare una gara in casa. Si qualifica al turno successivo la squadra che nel computo totale realizza più gol. Come nelle precedenti edizioni, non è più valida la regola dei gol in trasferta; pertanto, se al termine delle partite di andata e ritorno le due squadre hanno segnato in totale lo stesso numero di reti, il vincitore non è deciso da chi ha segnato più reti in trasferta, ma dalla disputa dei tempi supplementari e, in caso di ulteriore parità, tramite la disputa dei tiri di rigore. Nella finale, giocata in gara secca, se al termine dei tempi regolamentari il punteggio è di parità, si procede con la disputa dei tempi supplementari seguiti, eventualmente, dai tiri di rigore.
Il meccanismo del sorteggio per quarti di finale e semifinali prevede che sono "teste di serie" le 4 squadre vincitrici dei gironi di UEFA Women's Champions League, mentre non sono "teste di serie" le 4 seconde di ciascun gruppo. Ogni club della prima fascia ("teste di serie") viene sorteggiato con uno della seconda fascia ("non teste di serie") e, sempre tramite sorteggio, viene definita la squadra che ha il diritto di giocare in casa la gara di ritorno. Possono incontrarsi squadre provenienti dalla stessa federazione o dallo stesso girone di UEFA Champions League.

## Date
| Turno            | Sorteggio               | Andata                                | Ritorno                               |
| ---------------- | ----------------------- | ------------------------------------- | ------------------------------------- |
| Quarti di finale | 6 febbraio 2024, (Nyon) | 19-20 marzo 2024                      | 27-28 marzo 2024                      |
| Semifinali       | 6 febbraio 2024, (Nyon) | 20-21 aprile 2024                     | 27-28 aprile 2024                     |
| Finale           | 6 febbraio 2024, (Nyon) | 25 maggio 2024 al San Mamés di Bilbao | 25 maggio 2024 al San Mamés di Bilbao |

## Squadre partecipanti
Le squadre sono state suddivise nelle due urne, inserendo nell'urna 1 le quattro squadre prime classificate nella fase a gironi, mentre nell'urna 2 le quattro seconde classificate. Il sorteggio per definire la composizione dei gironi si è tenuto il 6 febbraio 2024.
| Legenda                                                |
| ------------------------------------------------------ |
| Finaliste dell'UEFA Women's Champions League 2023-2024 |

| Gruppo | Testa di serie      | Non testa di serie |
| ------ | ------------------- | ------------------ |
| A      | Barcellona          | Benfica            |
| B      | Olympique Lione     | Brann              |
| C      | Paris Saint-Germain | Ajax               |
| D      | Chelsea             | Häcken             |

## Partite

### Tabellone
|  | Quarti di finale    | Quarti di finale    | Quarti di finale | Quarti di finale | Quarti di finale |  |  | Semifinali          | Semifinali          | Semifinali      | Semifinali      | Semifinali |  |  | Finale     | Finale     | Finale |  |
|  |                     |                     |                  |                  |                  |  |  |                     |                     |                 |                 |            |  |  |            |            |        |  |
|  | Brann               | Brann               | 1                | 1                | 2                |  |  |                     |                     |                 |                 |            |  |  |            |            |        |  |
|  | Barcellona          | Barcellona          | 2                | 3                | 5                |  |  | Barcellona          | Barcellona          | 0               | 2               | 2          |  |  |            |            |        |  |
|  | Ajax                | Ajax                | 0                | 1                | 1                |  |  | Chelsea             | Chelsea             | 1               | 0               | 1          |  |  |            |            |        |  |
|  | Chelsea             | Chelsea             | 3                | 1                | 4                |  |  |                     |                     |                 |                 |            |  |  | Barcellona | Barcellona | 2      |  |
|  | Benfica             | Benfica             | 1                | 1                | 2                |  |  |                     |                     | Olympique Lione | Olympique Lione | 0          |  |  |            |            |        |  |
|  | Olympique Lione     | Olympique Lione     | 2                | 4                | 6                |  |  | Olympique Lione     | Olympique Lione     | 3               | 2               | 5          |  |  |            |            |        |  |
|  | Häcken              | Häcken              | 1                | 0                | 1                |  |  | Paris Saint-Germain | Paris Saint-Germain | 2               | 1               | 3          |  |  |            |            |        |  |
|  | Paris Saint-Germain | Paris Saint-Germain | 2                | 3                | 5                |  |  |                     |                     |                 |                 |            |  |  |            |            |        |  |

### Quarti di finale

#### Risultati
| Squadra 1 | Totale | Squadra 2           | Andata | Ritorno |
| --------- | ------ | ------------------- | ------ | ------- |
| Brann     | 2 - 5  | Barcellona          | 1 - 2  | 1 - 3   |
| Benfica   | 2 - 6  | Olympique Lione     | 1 - 2  | 1 - 4   |
| Ajax      | 1 - 4  | Chelsea             | 0 - 3  | 1 - 1   |
| Häcken    | 1 - 5  | Paris Saint-Germain | 1 - 2  | 0 - 3   |

#### Andata
| Arbitro: | Ferrieri Caputi |

|  |           |                           |
|  | Marcatori | 19’ James 44’, 83’ Nüsken |

| Arbitro: | Augustyn |

|           |           |                           |
| Faria 43’ | Marcatori | 63’ Cascarino 79’ Däbritz |

| Arbitro: | Klarlund |

|            |           |                          |
| Kafaji 42’ | Marcatori | 23’ Gaetino 74’ Chawinga |

| Arbitro: | Peşu |

|            |           |                                 |
| Kvamme 39’ | Marcatori | 9’ Graham Hansen 72’ Paralluelo |

#### Ritorno
| Arbitro: | Foster |

|                                       |           |            |
| Cascarino 43’, 51’ Diani 90+1’, 90+6’ | Marcatori | 45’ Alidou |

| Arbitro: | Olofsson |

|             |           |           |
| Ramírez 33’ | Marcatori | 65’ Grant |

| Arbitro: | Martinčić |

|                                    |           |               |
| Bonmatí 24’ Rolfö 56’ Guijarro 88’ | Marcatori | 70’ Svendheim |

| Arbitro: | Welch |

|                                    |           |  |
| Chawinga 27’ Albert 70’ Katoto 74’ | Marcatori |  |

### Semifinali

#### Risultati
| Squadra 1       | Totale | Squadra 2           | Andata | Ritorno |
| --------------- | ------ | ------------------- | ------ | ------- |
| Barcellona      | 2 - 1  | Chelsea             | 0 - 1  | 2 - 0   |
| Olympique Lione | 5 - 3  | Paris Saint-Germain | 3 - 2  | 2 - 1   |

#### Andata
| Arbitro: | Frappart |

|  |           |              |
|  | Marcatori | 40’ Cuthbert |

| Arbitro: | Huerta de Aza |

|                                  |           |                 |
| Diani 80’ Dumornay 85’ Majri 86’ | Marcatori | 44’, 48’ Katoto |

#### Ritorno
| Arbitro: | Demetrescu |

|  |           |                              |
|  | Marcatori | 25’ Bonmatí 75’ (rig.) Rolfö |

| Arbitro: | Projkovska |

|              |           |                       |
| Chawinga 41’ | Marcatori | 3’ Bacha 81’ Dumornay |

### Finale
| Arbitro: | Welch |

|                            |           |  |
| Bonmatí 63’ Putellas 90+5’ | Marcatori |  |